# Osservatorio di Gottinga
L'osservatorio di Gottinga (in tedesco: Universitätssternwarte Göttingen ("Osservatorio astronomico universitario di Gottinga") o königliche Sternwarte Göttingen ("Regio osservatorio astronomico di Gottinga") è un osservatorio astronomico tedesco che si trova a Gottinga. Il suo codice MPC è 528.

## Storia

### Il primo osservatorio

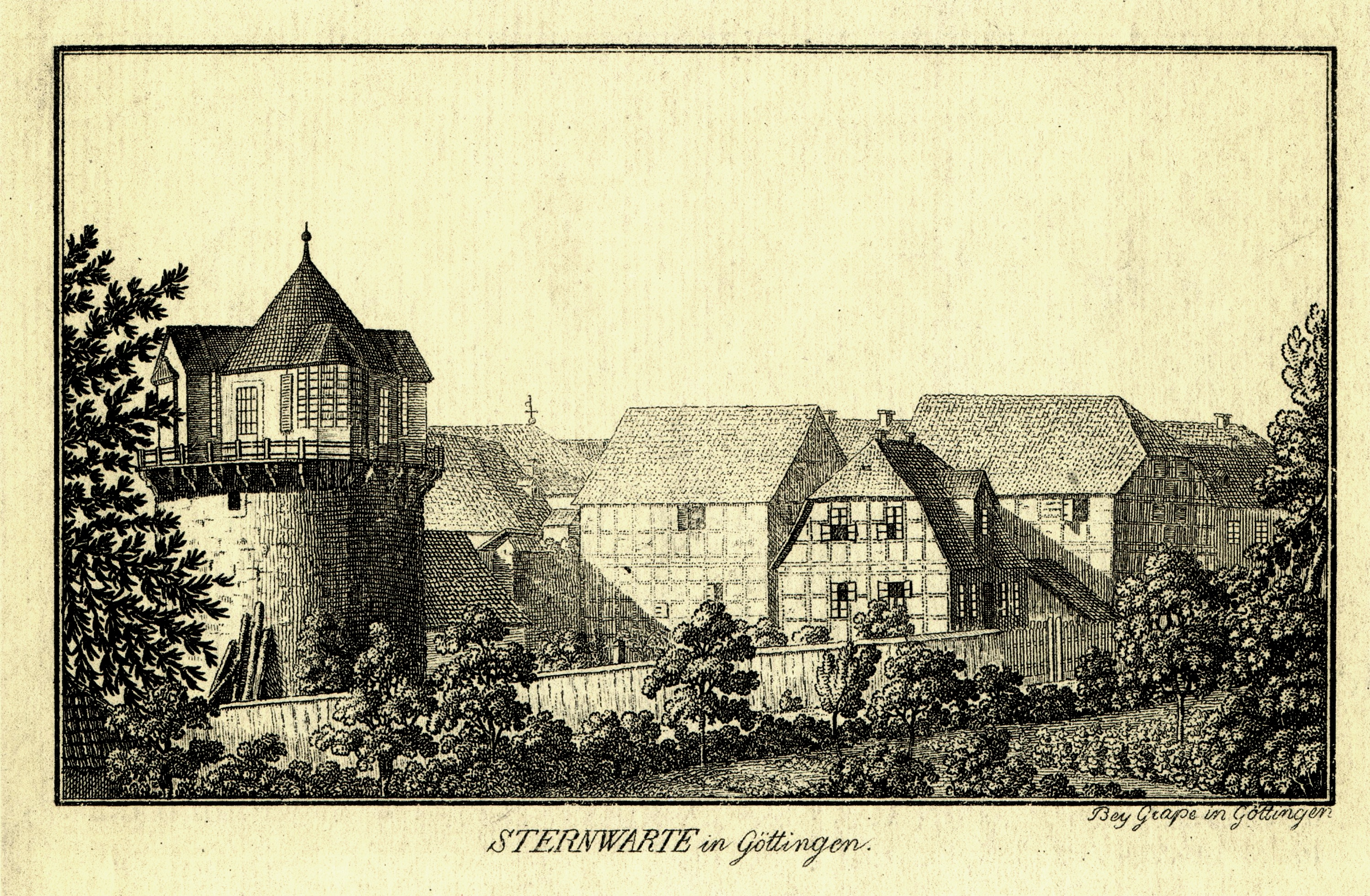
Il primo osservatorio

In occasione di una visita a Gottinga nel 1748 il re Giorgio II di Gran Bretagna, che era anche principe elettore di Hannover, avrebbe incaricato Johann Andreas von Segner di costruire un osservatorio astronomico. Questo primo osservatorio fu installato nel 1750 su di una torre oggi non più esistente nel tratto meridionale delle mura cittadine, da dove si poteva avere una vista libera verso sud. Dopo la partenza di Segner per Halle, nel 1754, fu nominato direttore dell'osservatorio Tobias Mayer.
La costituzione dell'osservatorio doveva portare nelle intenzioni della Casa Reale di Hannover ad un miglioramento della cartografia. L'esercito, infatti, chiedeva cartine corrette e il Genio militare carte topografiche. L'interesse della Corona era perciò rivolto non tanto all'astronomia in sé, quanto piuttosto al lavoro astronomico preliminare indispensabile per redigere delle buone carte geografiche e nautiche.

### L'osservatorio dell'Università
Nel 1802 re Giorgio III di Gran Bretagna, destinò la somma di 22.680 talleri per la costruzione di un nuovo osservatorio. Il progetto fu disegnato, come per la maggior parte degli edifici dell'Università di Gottinga, da Georg Heinrich Borheck. La costruzione fu tuttavia rinviata a causa delle guerre napoleoniche e dell'occupazione francese, che aveva temporaneamente creato il Regno di Vestfalia. 
L'edificio sorgeva nei dintorni di Gottinga per avere una visuale senza ostacoli del cielo notturno. 
Il primo direttore dell'osservatorio fu Carl Friedrich Gauss che vi risiedette dal 1815 al 1855. Gauss fece installare due strumenti dei passaggi, fabbricati rispettivamente da Johann Georg Repsold e da Georg Friedrich von Reichenbach nel 1818 e nel 1919.
Nella veste di direttore dell'osservatorio Gauss nel 1818 fu incaricato di compiere il rilevamento geodetico del Regno di Hannover: a tal scopo elaborò la proiezione cilindrica trasversale (proiettata, cioè, su di una superficie cilindrica tangente un meridiano anziché l'Equatore), detta appunto proiezione di Gauss.
La cartografia dell'Hannover portò Gauss anche a elaborare il concetto di distribuzione gaussiana degli errori, chiamata anche variabile casuale normale. 
All'osservatorio lavorò anche Karl Ludwig Harding, che nel 1822 pubblicò il suo atlante celeste Atlas novus coelestis. Ed inoltre redasse due fogli della Berliner Akademischen Sternkarten ("Carta celeste dell'Accademia di Berlino"), uno dei progetti internazionali guidati dall'Accademia delle scienze prussiana. Infine, Harding si occupò della ricerca sulle stelle variabili, le nebulose e le comete, e di queste ne scoprì parecchie.
Dopo la morte di Gauss divennero provvisoriamente direttori prima Wilhelm Eduard Weber e poi Peter Gustav Lejeune Dirichlet, che non erano astronomi. Dopo la morte di Dirichlet divenne direttore l'ex-assistente di Gauss, Ernst Friedrich Wilhelm Klinkerfues. Nel 1868 l'istituzione fu divisa in due, la sezione teorica e quella sperimentale: la prima si trasferì sulla collina di Hainberg, la seconda rimase nell'osservatorio. Klinkerfues continuò a digere l'osservatorio fino alla sua morte nel 1884, occupandosi principalmente di determinare la posizione delle stelle e di meteorologia. Il successore di Klinkerfues fu Wilhelm Schur.

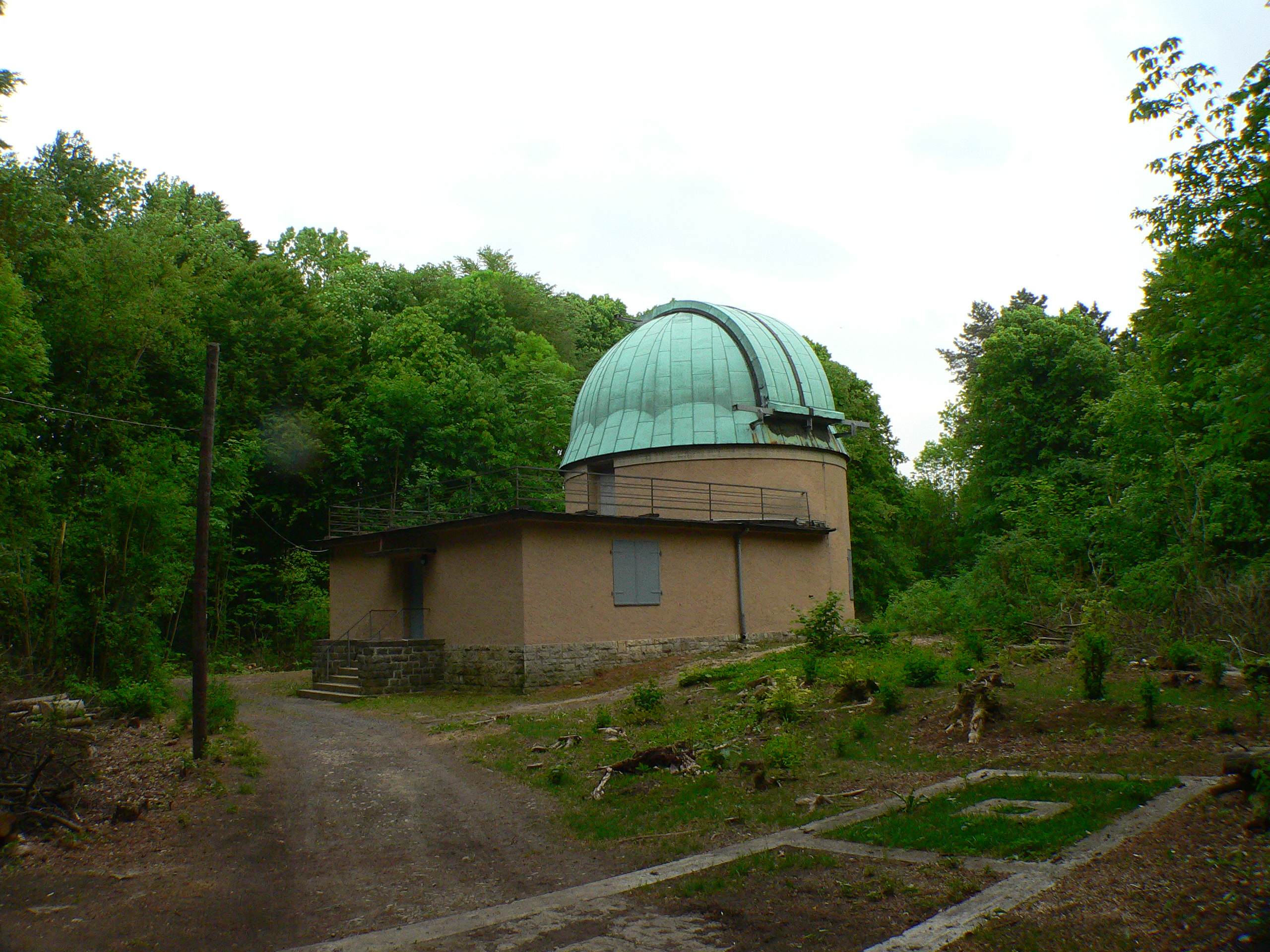
L'osservatorio di Hainberg

Nel 1885 la "cupola ornamentale" fu sostituita da una cupola di osservazione, in cui fu collocato un telescopio rifrattore di 15 cm di apertura. 
Nel 1901 assunse la direzione Karl Schwarzschild, uno degli iniziatori della moderna astrofisica, che nel 1909 lasciò per andare a lavorare all'Istituto di astrofisica di Potsdam.
Negli anni Venti e Trenta Johannes Franz Hartmann, Hans Kienle e Paul ten Bruggencate ampliarono ulteriormente il campo delle ricerche di astrofisica a Gottinga.

### Hainberg
Nel 1929, sotto la direzione di Hans Kienle, al fine migliorare le osservazioni è stato costruito un nuovo osservatorio sullo Hainberg, una collinetta a sudest di Gottinga. Gli strumenti sono stati spostati da Gottinga alla nuova sede e perciò le osservazioni nel vecchio osservatorio cittadino sono cessate nel 1933.
Lo strumento principale della nuova sede è rappresentato da un astrografo con un obiettivo Cooke-Triplet con apertura di 34 cm e distanza focale di 412 cm, che fu allestito in occasione dell'eclissi solare totale del 29 giugno 1927. L'obiettivo era fatto di vetro molto puro, trasparente anche vicino agli ultravioletti. Per osservare l'eclissi fu costruito questo strumento pesante circa quattro tonnellate, trasportato dalla Svezia settentrionale e fissato sullo Hainberg.

### Locarno e Teide
Nel 1941, durante la seconda Guerra mondiale, Paul ten Bruggencate divenne direttore dell'osservatorio. Per proseguire le sue ricerche nell'ambito della fisica solare, ten Bruggencate aveva bisogno di un nuovo telescopio solare. Con l'aiuto dell'esercito riuscì a costruire un telescopio solare vicino al telescopio di Hainberg. Insoddisfatto del cielo spesso nuvoloso della Germania, ten Bruggencate fondò un nuovo osservatorio solare in Svizzera: l'osservatorio di Locarno-Orselina fu progettato negli anni Cinquanta ed entrò in funzione nel 1960. Questo osservatorio solare fu a sua volta chiuso nel 1984 e gli strumenti furono spostati nell'osservatorio del Teide a Tenerife, dove ora l'Università di Gottinga condivide l'attività di vari telescopi solari.

### Ristrutturazione
Nel 2008 il vecchio edificio dell'osservatorio di Gottinga è stato ristrutturato e riportato al suo aspetto originario.
Dal 2009 l'edificio ospita il Lichtenberg-Kolleg, la scuola di specializzazione in scienze sociali dell'Università di Gottinga.